# Czechowice-Dziedzice
Czechowice-Dziedzice è un comune urbano-rurale polacco del distretto di Bielsko-Biała, nel voivodato della Slesia.
Ricopre una superficie di 66,28 km² e nel 2004 contava 43 195 abitanti.